# Konrad Woelker
Friedrich Wilhelm Konrad  Woelker (* 18. Juni 1875 in Leipzig; † 2. Oktober 1945 in Dresden) war ein deutscher Verwaltungsjurist und sächsischer Staatsbeamter, der vor allem als Amtshauptmann der Amtshauptmannschaft Dresden-Altstadt und Ministerialdirektor Bedeutung erlangte.

## Leben und Wirken
Er war der Sohn des Leipziger Kaufmanns Friedrich Wilhelm Woelker. Nach dem Schulabschluss studierte er Rechtswissenschaft und promovierte zum Dr. jur. Danach trat er eine Verwaltungslaufbahn an und in den sächsischen Staatsdienst ein. Von 1917 bis 1919 war Woelker Amtshauptmann in der Amtshauptmannschaft Dresden-Altstadt. Danach war er Ministerialrat in der Staatskanzlei und ab 1. Februar 1924 bis zu seiner Pensionierung 1935 Ministerialdirektor im sächsischen Volksbildungsministerium.